# Trzcianka (gemeente)

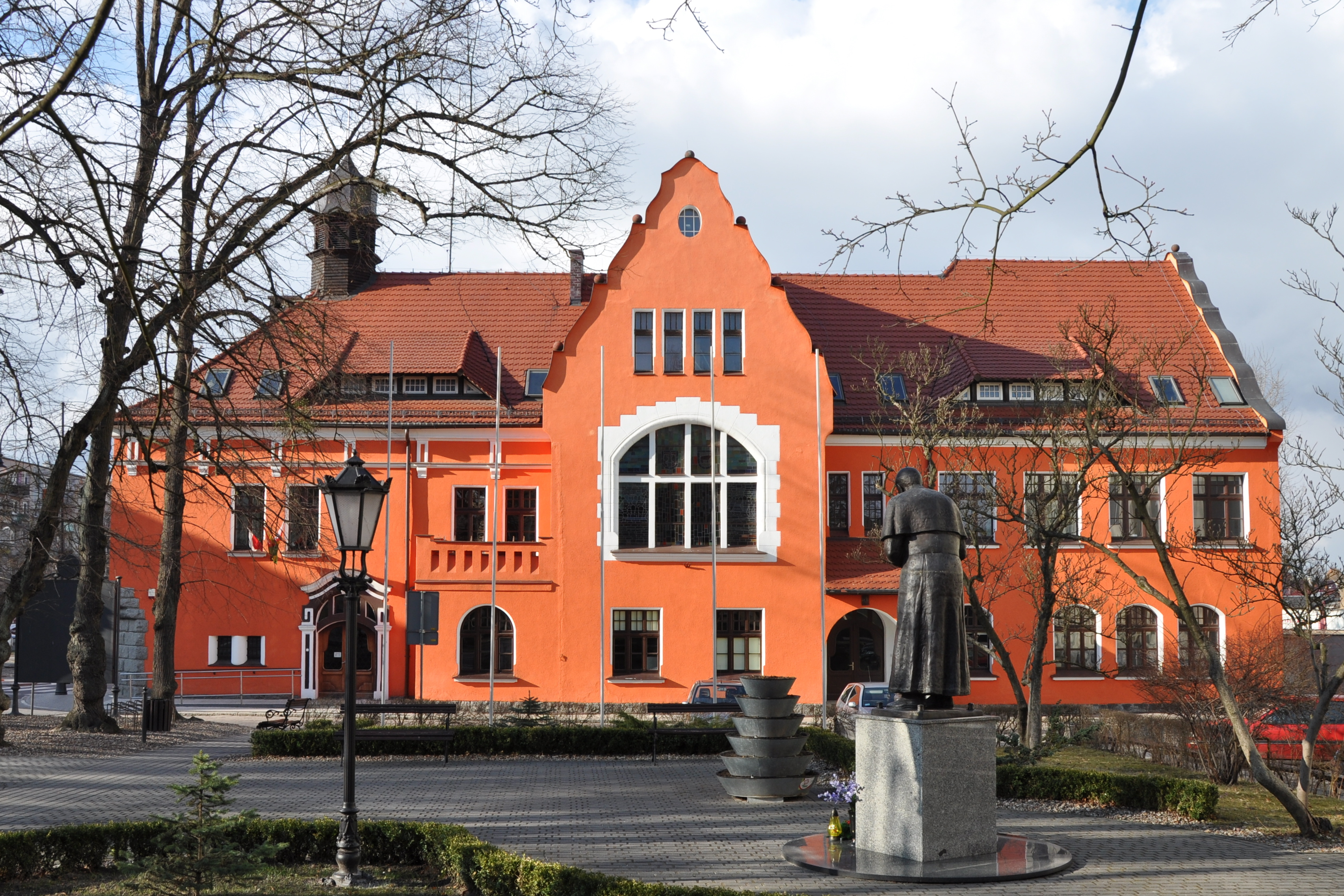
Gemeentehuis

De gemeente Trzcianka is een stad- en landgemeente in het Poolse woiwodschap Groot-Polen, in powiat Czarnkowsko-trzcianecki.
De zetel van de gemeente is in Trzcianka.
Op 30 juni 2004 telde de gemeente 23 448 inwoners.

## Oppervlakte gegevens
In 2002 bedroeg de totale oppervlakte van gemeente Trzcianka 375,33 km², waarvan:
- agrarisch gebied: 43%
- bossen: 47%

De gemeente beslaat 20,76% van de totale oppervlakte van de powiat.

## Demografie
Stand op 30 juni 2004:
| Omschrijving                   | Totaal | Totaal | Vrouwen | Vrouwen | Mannen | Mannen |
| ------------------------------ | ------ | ------ | ------- | ------- | ------ | ------ |
| eenheid                        | aantal | %      | aantal  | %       | aantal | %      |
| inwoners                       | 23 448 | 100    | 11 925  | 50,9    | 11 523 | 49,1   |
| bevolkingsdichtheid (inw./km²) | 62,5   | 62,5   | 31,8    | 31,8    | 30,7   | 30,7   |

In 2002 bedroeg het gemiddelde inkomen per inwoner 1277,52 zł.

## Administratieve plaatsen (sołectwo)
Biała, Biernatowo, Górnica, Łomnica, Niekursko, Nowa Wieś, Pokrzywno, Przyłęki, Radolin, Runowo, Rychlik, Sarcz, Siedlisko, Smolarnia, Stobno, Straduń, Teresin, Wapniarnia Pierwsza, Wapniarnia Trzecia, Wrząca.

## Overige plaatsen
Dłużewo, Gintorowo, Kadłubek, Karcze, Kępa, Kochanówka, Łomnica Druga, Łomnica-Folwark, Łomnica-Młyn, Łomnica Pierwsza, Ogorzałe, Osiniec, Pańska Łaska, Przyłęg, Rudka, Smolary, Teresin-Karczma.

## Aangrenzende gemeenten
Czarnków, Człopa, Szydłowo, Ujście, Wałcz, Wieleń